# Alessandro Bastoni
Alessandro Bastoni (sinh ngày 13 tháng 4 năm 1999) là một cầu thủ bóng đá chuyên nghiệp người Ý hiện đang thi đấu ở vị trí trung vệ cho câu lạc bộ Serie A Inter Milan và đội tuyển bóng đá quốc gia Ý. Nổi tiếng nhờ lối chơi giàu thể lực, khả năng tắc bóng đúng thời điểm và khả năng chơi bóng hoàn hảo, anh được đánh giá là một trong những trung vệ xuất sắc nhất thế giới trong thế hệ của mình.

## Thời niên thiếu
Bastoni sinh ra ở Casalmaggiore, Lombardy, và bắt đầu sự nghiệp ở đội trẻ Rivarolo Mantovano, nơi bố anh là huấn luyện viên. Lúc 7 tuổi, anh gia nhập đội trẻ của câu lạc bộ Serie A Atalanta.

## Sự nghiệp câu lạc bộ

### Atalanta
Bastoni trải qua nhiều đội trẻ tại Bergamo, có gần 30 lần ra sân cho đội U-17, trước khi thi đấu ở Primavera, và anh thường xuyên nằm trong đội hình xuất phát ở vị trí trung vệ. Anh lần đầu tiên có tên trong đội một vào ngày 30 tháng 10 năm 2016, trong trận đấu với Genoa, và có trận ra mắt đầy đủ một tháng sau đó trong trận đấu tại Cúp bóng đá Ý trước Pescara, thi đấu cả trận với chiến thắng 3-0. Tại Serie A, Bastoni là cầu thủ dự bị không được sử dụng trong 6 trận đấu sau trận với Genoa cho đến khi có màn ra mắt trong chiến thắng 1-0 trước Sampdoria vào ngày 22 tháng 1 năm 2017, thi đấu đủ 90 phút.

### Inter Milan
Vào ngày 31 tháng 8 năm 2017, Inter Milan công bố bản hợp đồng của Bastoni với mức giá 31 triệu euro, và cùng ngày hôm đó, anh đến Atalanta theo dạng cho mượn trong hai mùa giải tiếp theo. Inter chính thức triệu tập sớm Alessandro Bastoni từ Atalanta và gia hạn hợp đồng đến năm 2023 vào ngày 14 tháng 7 năm 2018. Vào ngày 7 tháng 10 năm 2020, Bastoni có kết quả dương tính với COVID-19 trong đội hình U-21 Ý.

#### Đến Parma theo dạng cho mượn
Vào ngày 7 tháng 8 năm 2018, Bastoni gia nhập Parma theo dạng cho mượn đến 30 tháng 6 năm 2019. Anh có màn ra mắt vào ngày 7 tháng 10 năm 2018, trong chiến thắng 3-1 trên sân khách trước Genoa.

## Sự nghiệp quốc tế
Bastoni thi đấu cho Ý ở mọi cấp độ từ U-15 đến U-19. Bàn thắng quốc tế đầu tiên là trong chiến thắng 4-0 trước Na Uy khi thi đấu cho đội U-16. Lần đầu tiên anh được triệu tập vào đội U-18 bởi huấn luyện viên Paolo Nicolato vào tháng 8 năm 2016, và được trao băng đội trưởng trong trận đấu thứ hai; trận hòa 2-2 trước Hà Lan. Anh được triệu tập vào đội U-19 Ý bởi Paolo Nicolato vào ngày 9 tháng 8 năm 2017 lúc 18 tuổi.
Anh có màn ra mắt với U-21 Ý vào ngày 11 tháng 10 năm 2018, trong thất bại giao hữu 1-0 trước Bỉ. Sau đó anh được đá chính và tham gia Giải vô địch bóng đá U-21 châu Âu 2019 được tổ chức trên sân nhà.
Bastoni lần đầu tiên được triệu tập vào đội tuyển quốc gia Ý bởi huấn luyện viên Roberto Mancini, để thi đấu UEFA Nations League với các đội tuyển Bosna và Hercegovina và Hà Lan vào tháng 9 năm 2020. Anh có màn ra mắt đội tuyển Ý vào ngày 11 tháng 11, đá chính trong chiến thắng giao hữu 4-0 trước Estonia ở Florence.
Vào tháng 6 năm 2021, anh nằm trong đội hình Ý thi đấu tại Giải vô địch bóng đá châu Âu 2020.

## Cuộc sống cá nhân
Cha của Bastoni, Nicola, cũng là một cầu thủ bóng đá, thi đấu ở vị trí hậu vệ trái cho Cremonese. Vào ngày 6 tháng 10 năm 2020, có thông báo rằng Bastoni có kết quả dương tính với COVID-19, nhưng không có triệu chứng.

## Thống kê sự nghiệp

### Câu lạc bộ
Tính đến trận đấu diễn ra ngày 19 tháng 5 năm 2024.
| Câu lạc bộ         | Mùa giải           | Giải vô địch       | Giải vô địch | Giải vô địch | Cúp     | Cúp       | Châu Âu | Châu Âu   | Khác    | Khác      | Tổng cộng | Tổng cộng |
| Câu lạc bộ         | Mùa giải           | Hạng đấu           | Số trận      | Bàn thắng    | Số trận | Bàn thắng | Số trận | Bàn thắng | Số trận | Bàn thắng | Số trận   | Bàn thắng |
| ------------------ | ------------------ | ------------------ | ------------ | ------------ | ------- | --------- | ------- | --------- | ------- | --------- | --------- | --------- |
| Atalanta           | 2016–17            | Serie A            | 3            | 0            | 1       | 0         | –       | –         | –       | –         | 4         | 0         |
| Atalanta (mượn)    | 2017–18            | Serie A            | 4            | 0            | 1       | 0         | 0       | 0         | –       | –         | 5         | 0         |
| Atalanta (mượn)    | Tổng cộng          | Tổng cộng          | 7            | 0            | 2       | 0         | 0       | 0         | –       | –         | 9         | 0         |
| Parma (mượn)       | 2018–19            | Serie A            | 24           | 1            | 0       | 0         | –       | –         | –       | –         | 24        | 1         |
| Inter Milan        | 2019–20            | Serie A            | 25           | 2            | 3       | 0         | 5       | 0         | –       | –         | 33        | 3         |
| Inter Milan        | 2020–21            | Serie A            | 33           | 0            | 2       | 0         | 6       | 0         | –       | –         | 41        | 0         |
| Inter Milan        | 2021–22            | Serie A            | 31           | 1            | 4       | 0         | 8       | 0         | 1       | 0         | 44        | 1         |
| Inter Milan        | 2022–23            | Serie A            | 29           | 0            | 4       | 0         | 12      | 0         | 1       | 0         | 46        | 0         |
| Inter Milan        | 2023–24            | Serie A            | 28           | 1            | 1       | 0         | 7       | 0         | 1       | 0         | 37        | 1         |
| Inter Milan        | Tổng cộng          | Tổng cộng          | 146          | 4            | 14      | 0         | 38      | 0         | 3       | 0         | 201       | 4         |
| Tổng kết sự nghiệp | Tổng kết sự nghiệp | Tổng kết sự nghiệp | 177          | 5            | 16      | 0         | 38      | 0         | 3       | 0         | 234       | 5         |

### Quốc tế
Tính đến trận đấu diễn ra ngày 29 tháng 6 năm 2024.
| Ý         | Ý       | Ý         |
| Năm       | Số trận | Bàn thắng |
| --------- | ------- | --------- |
| 2020      | 3       | 0         |
| 2021      | 6       | 0         |
| 2022      | 8       | 1         |
| 2023      | 4       | 0         |
| 2024      | 5       | 1         |
| Tổng cộng | 26      | 2         |

Bàn thắng và kết quả của Ý được để trước.
| # | Ngày                | Địa điểm                            | Số trận | Đối thủ | Bàn thắng | Kết quả | Giải đấu                    |
| - | ------------------- | ----------------------------------- | ------- | ------- | --------- | ------- | --------------------------- |
| 1 | 14 tháng 6 năm 2022 | Borussia-Park, Mönchengladbach, Đức | 15      | Đức     | 2–5       | 2–5     | UEFA Nations League 2022–23 |
| 2 | 15 tháng 6 năm 2024 | Westfalenstadion, Dortmund, Đức     | 24      | Albania | 1–1       | 2–1     | UEFA Euro 2024              |

## Danh hiệu

### Inter Milan
- Serie A: 2020–21,[19] 2023–24[20]
- Coppa Italia: 2021–22, 2022–23
- Supercoppa Italiana: 2021, 2022, 2023
- UEFA Champions League á quân: 2022–23[18]
- UEFA Europa League á quân: 2019–20[18]

### Đội tuyển quốc gia
- UEFA Euro: 2020
- UEFA Nations League: Hạng ba 2021